# Carnaval (Schumann)

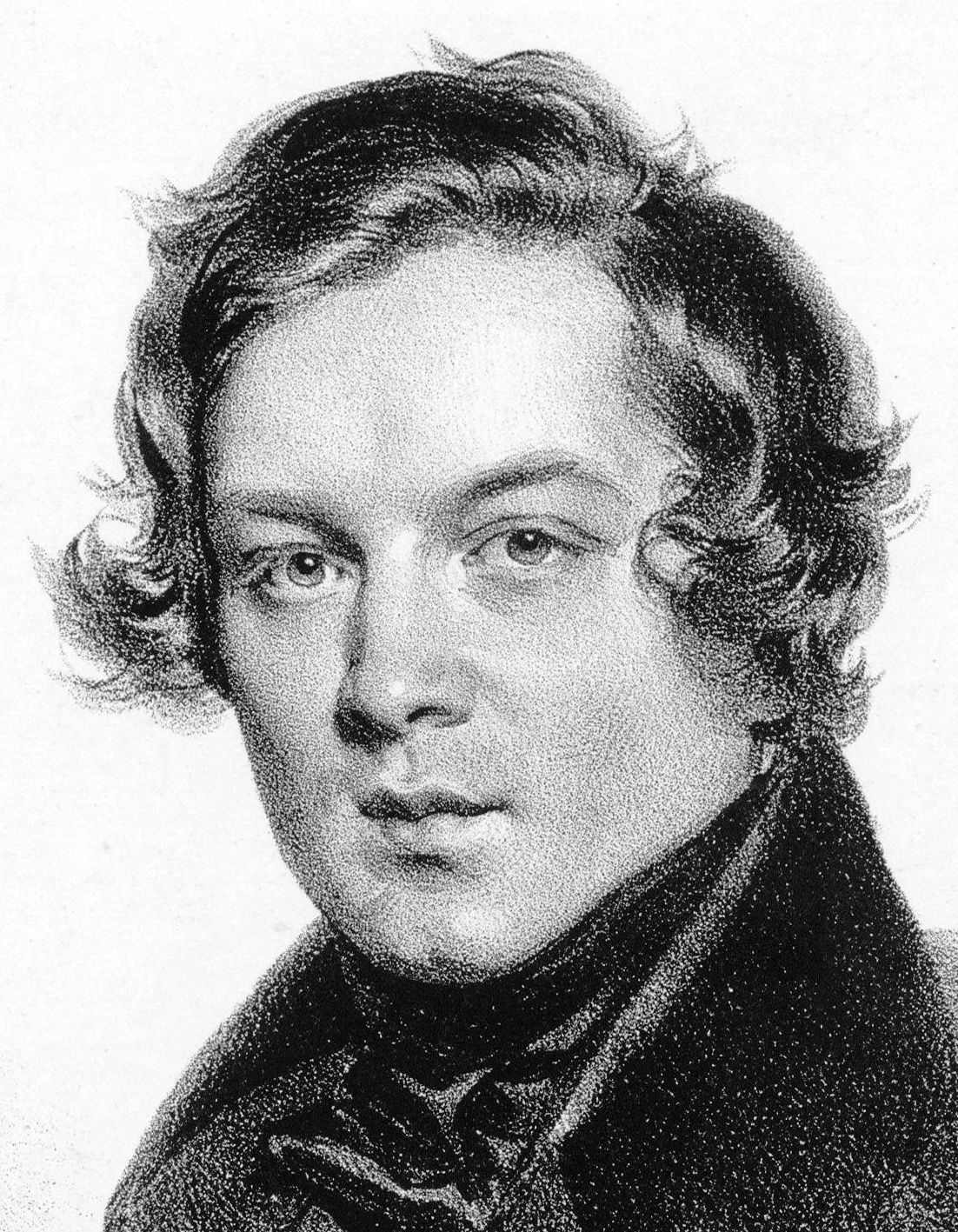
Robert Schumann en 1839.

Carnaval, Op. 9, subtitulada Scènes mignonnes sur quatre notes (Pequeñas escenas sobre cuatro notas), es una colección de piezas para piano compuesta por Robert Schumann entre 1833 y 1835. La obra está dedicada a Karol Lipiński.

## Historia

### Composición

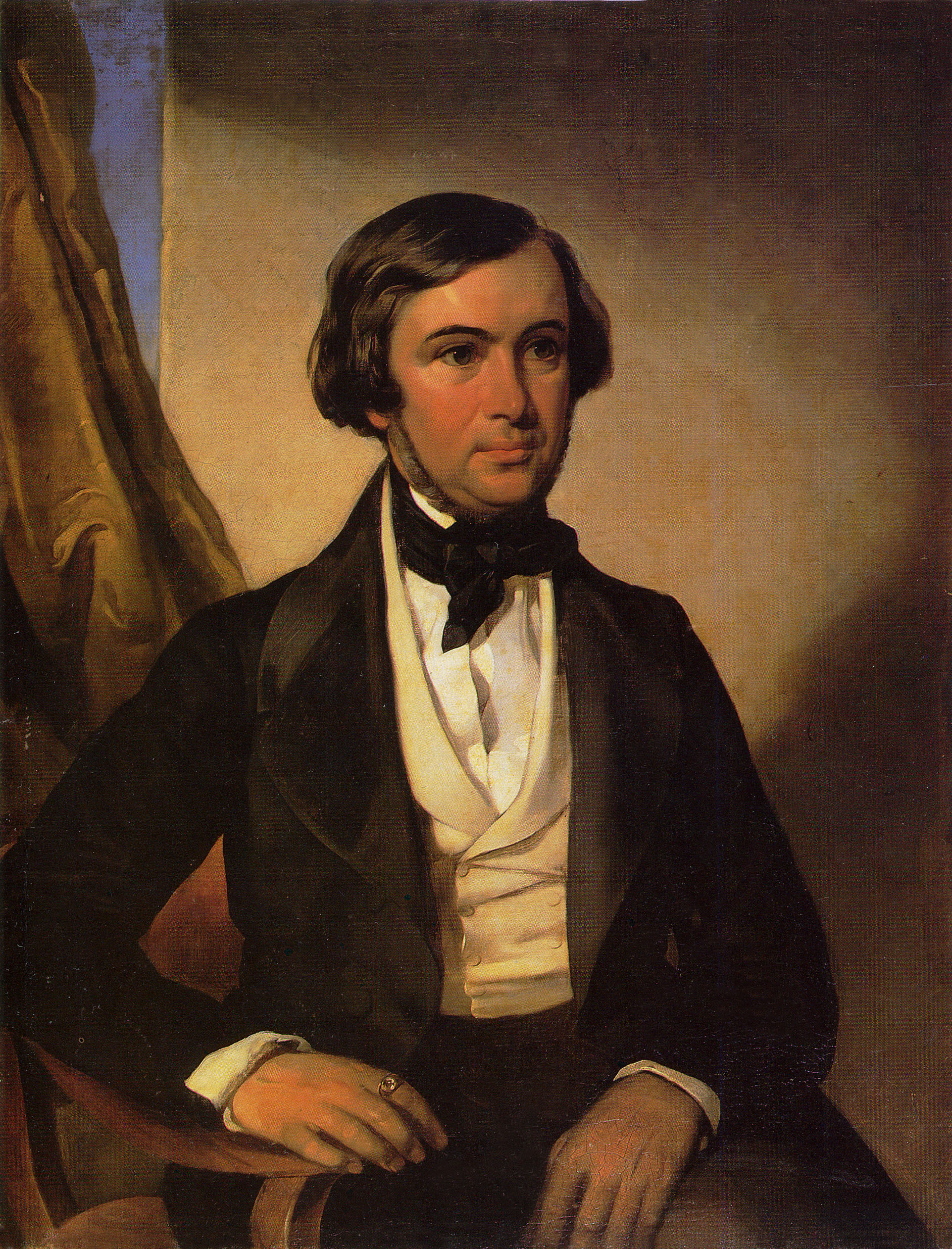
Karol Lipiński, dedicatario de la pieza.

La composición se desarrolló entre 1833 y 1835. Esta obra tiene su origen en un conjunto de Variaciones sobre Trauerwalzer, Op. 9/2, D. 365 de Franz Schubert, cuya música Schumann había descubierto en 1827. El catalizador para la escritura de las variaciones puede haber sido una obra para piano y orquesta en forma de variaciones sobre el mismo tema de Schubert, que fue escrita por un amigo cercano del compositor, Ludwig Schuncke. Schumann sintió que el tratamiento heroico de Schuncke constituía un reflejo inadecuado de la naturaleza tierna de la pieza de Schubert, por lo que se dispuso a abordar tales variaciones de una manera más íntima. Trabajó en las variaciones en 1833 y 1834. La obra no llegó a ser terminada y Schuncke murió en diciembre de 1834. Sin embargo, reutilizó la introducción de 24 compases para la apertura de Carnaval. Desde entonces el pianista alemán Andreas Boyde ha reconstruido la serie original de Variaciones partiendo del manuscrito de Schumann. El pianista rumano Herbert Schuch ha grabado esta reconstrucción, con sus propios arreglos editoriales, para el sello Oehms Classics.
La dedicatoria que figura en la partitura es para el violinista Karol Lipiński.

### Representaciones
Tanto Robert como su esposa, Clara, consideraban sus piezas para piano solo demasiado difíciles para el público general. En consecuencia, las obras para piano solo rara vez se interpretaron en público durante la vida del maestro, aunque Franz Liszt interpretó selecciones de Carnaval en Leipzig en 1840. Sin embargo, hoy en día, a pesar de su inmensa dificultad técnica y emocional, es una de las más frecuentemente interpretada de sus obras. Al parecer Frédéric Chopin afirmó que la obra Carnaval no era música en absoluto y tenía una opinión general baja de la música de Schumann.

## Estructura y análisis
La obra consta de 22 secciones:
- 1. Préambule. Quasi maestoso, en la bemol mayor. Contiene música originalmente pensada como parte de un conjunto de variaciones sobre el Trauerwalzer, Op. 9/2, D. 365 de Schubert , es una de las pocas piezas del conjunto que no está organizada explícitamente en torno a la idea de ASCH.[1][6] Las Variaciones fueron reconstruidas en 2000 por Andreas Boyde.[7]
- 2. Pierrot. Moderato, en mi bemol mayor. Describe a Pierrot de la commedia dell'arte, normalmente representado disfrazado en un baile.
- 3. Arlequín. Vivo, en si bemol mayor. Describe a Arlequín de la commedia dell'arte.
- 4. Vals noble. Un poco maestoso, en si bemol mayor.
- 5. Eusebius. Adagio, en mi bemol mayor. Describe la tranquilidad del compositor, lado deliberado.
- 6. Florestan. Passionato, en sol menor. Describe la pasión, el lado impetuoso del compositor. Cita el tema principal de vals de su obra anterior, Papillons.
- 7. Coquette. Vivo, en si bemol mayor. Describe a una chica coqueta.
- 8. Réplique. L'istesso tempo, en si bemol mayor–sol menor. Es una "respuesta" a la coqueta.
- –. Sphinxes. Consta de tres partes de un compás cada una, sin clave, tempo o indicaciones dinámicas y con notación arcaica. Las notas presenta las combinaciones S-C-H-A, As-C-H y A-S-C-H. Esta sección no se concibió para ser interpretada[8] y se suele omitir en conciertos y grabaciones. No obstante, Serguéi Rajmáninov, Vladimir Horowitz, Alfred Cortot y Walter Gieseking la incluyeron en sus grabaciones, al igual que Herbert Schuch, que la interpreta como música de string piano directamente sobre las cuerdas del piano en la misma grabación referenciada más arriba.
- 9. Papillons. Prestissimo, en si bemol mayor. Esta pieza no está relacionada con su obra anterior del mismo nombre.
- 10. A.S.C.H. - S.C.H.A: Lettres Dansantes. Presto, en mi bemol mayor. A pesar del título, el patrón utilizado es As-C-H.
- 11. Chiarina. Passionato, en do menor. Describe a Clara Wieck.
- 12. Chopin. Agitato, en la bemol mayor. Describe a Frédéric Chopin.
- 13. Estrella. Con affetto, en fa menor. Describe a Ernestine von Fricken.
- 14. Reconnaissance. Animato, en la bemol mayor. Describe probablemente a Schumann y Ernestine reconociéndose mutuamente en el baile.
- 15. Pantalon et Colombine. Presto, en fa menor. Describe a Pantaleón y Colombina de la commedia dell'arte.
- 16. Valse Allemande. Molto vivace, en la bemol mayor.
- –. Intermezzo: Paganini. Presto, en fa menor. Describe a Niccolò Paganini con un tema virtuosístico, que conduce a una repetición del Valse Allemande.[1]
- 17. Aveu. Passionato, en fa menor-la bemol mayor. Describe una confesión de amor.
- 18. Promenade. Con moto, en re bemol mayor.
- 19. Pause. Vivo, en la bemol mayor. Repetición casi idéntica de un pasaje del Préambule inicial, que conduce sin pausa a la sección final.
- 20. Marche des "Davidsbündler" contre les Philistins. Non allegro, en la bemol mayor. Se trata de una representación simbólica de los miembros de la Davidsbünd, un grupo imaginario al que Schumann invocó en sus escritos y su música como una confederación contra los reaccionarios y musicalmente secos "filisteos" de su época. Aquí, los Davidsbündler -Florestan, Eusebius, Estrella/Ernestine, Chiarina/Clara, Chopin y Paganini- derrotan a los filisteos, representados por la "Grossvalterlied", una antigua canción alemana. Hay humor en este "conflicto", ya que los miembros de la Davidsbündler están hábilmente disfrazados detrás de máscaras carnavalescas de gran bravuconería musical.[1] Cita varias secciones previas que reaparecen fugazmente y la "Grossvalterlied", identificada por el compositor en la partitura como "tema del siglo XVII", para representar a quienes apoyan ideales antiguos, obsoletos y poco artísticos,[9] es decir, filisteos citado de su obra anterior Papillons, la pieza termina en prestissimo.

La interpretación de esta obra dura aproximadamente entre 25 y 30 minutos. De las 22 secciones, solo 20 están numeradas ya que Schumann no realizó la numeración y decodificación de "Sphinxes" e "Intermezzo: Paganini". El subtítulo de la obra es Scènes mignonnes sur quatre notes que en francés quiere decir Pequeñas escenas sobre cuatro notas. Las cuatro notas constituían para el maestro un mensaje codificado y predijo que «descifrar mi obra enmascarada será un juego real para ti». Las 22 piezas están conectadas entre sí a través de un motivo recurrente. En cada sección del Carnaval aparecen varias de esas notas formando los siguientes criptogramas musicales:
- la-mi bemol-do-si, que en notación alemana es A-S-C-H;
- la bemol-do-si, que en notación alemana es As-C-H;
- mi bemol-do-si-la, que en notación alemana es S-C-H-A.

La primera combinación A-S-C-H en alemán hace referencia a la ciudad Asch, actualmente conocida como Aš en República Checa, en la que había nacido su prometida entonces, Ernestine von Fricken. La secuencia de letras también aparece en la palabra alemana «Fasching», que significa carnaval. «Asch» también quiere decir "cenizas" en alemán, queriendo hacer una alusión al miércoles de ceniza o "Aschermittwoch", que es el primer día de la Cuaresma. Asimismo, aparece codificada una parte del nombre del propio compositor, Robert Alexander Schumann. La combinación S-C-H-A representa el jeroglífico del nombre del compositor en este orden Schumann.

En Carnaval el compositor alemán va más lejos musicalmente que en Papillons, ya que en esta él mismo concibe la historia sobre la que se hace la ilustración musical. Cada pieza tiene un título y la obra en conjunto es una representación musical de un baile de máscaras elaborado e imaginativo durante la temporada de carnaval. Sigue siendo una obra célebre por sus esplendorosos pasajes de acordes y por su uso del desplazamiento rítmico. Ha sido durante mucho tiempo un elemento básico del repertorio pianístico. Heinz Dill destaca el uso que hizo Schumann de frases y códigos musicales en esta obra. Eric Sams ha analizado alusiones literarias en la pieza, como a las novelas de Jean-Paul.

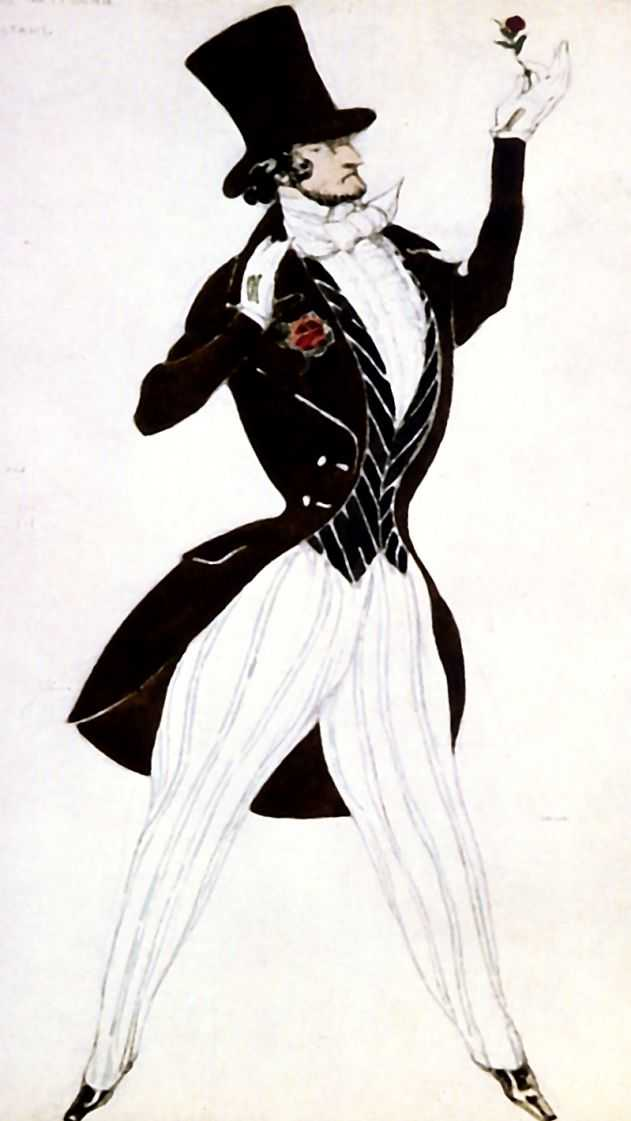
Boceto de vestuario de Léon Bakst.

## Adaptaciones
Esta pieza ha sido adaptada para orquesta en varias ocasiones:
- En 1910 Michel Fokine creó un ballet sobre esta pieza con orquestación de Antón Arenski, Aleksandr Glazunov, Nikolái Rimski-Kórsakov, Anatoli Liádov y Aleksandr Cherepnín.[13] Fue presentado bajo el título de Carnaval por los Ballets Rusos de Serguéi Diáguilev en su segunda gira europea de 1910.

- En 1914 Maurice Ravel hizo un arreglo orquestal de esta pieza para el bailarín Vaslav Nijinsky.[14]